# Margi Geerlinksová
Margi Geerlinksová (nepřechýleně Margi Geerlinks; * 1970) je nizozemská fotografka.

## Životopis
Geerlinksová se narodila v Kampenu, Overijssel, žije a pracuje v Rotterdamu. Vystudovala Rietveld Academy v roce 1991, Art Academy Constantyn Huygens v roce 1995 a magisterský program na Sandberg Institute v roce 1997. Její práce je popisována jako „zabývající se způsoby, jak si lidský druh vytváří identitu pro sebe, a silami, které tento proces, jak se zdá, řídí“. Své fotografie digitálně upravuje, aby dosáhla požadovaného efektu.
Dílo z roku 1999 Geerlinksové Untitled, je ve vlastnictví Mint Museum. Její fotografii Eve II darovali Heather a Tony Podestovi Národnímu muzeu žen v umění. Muzeum také vlastní dílo Living Dolls z roku 2001, které bylo dříve ve sbírce Corcoran Gallery of Art.